# Škofic
Škofic je priimek več znanih Slovencev:
- Aleksancer Škofic (1822—1892), botanik
- Aleš Škofic, hokejist
- Daniela Škofic Novak, plesna trenerka, sodnica športnega plesa
- Domen Škofic (*1994), športni plezalec
- Ivan Škofic (*1934), kemijski tehnolog, gumar
- Janez Škofic (1821—1871), duhovnik in nabožni pisec
- Jožef Škofic (1858—1896), pisatelj, pravnik
- Jožica Škofic (*1964), jezkoslovka dialektologinja, leksikografka
- Katja Škofic, film. igralka
- Nejc Škofic (*1993), jazz-glasbenik, pianist
- Nikolaj Škofic (?—1561), generalni vikar škofa Petra Seebacha
- Pavel Škofic (*1962), strojnik, izumitelj (karving smuči...), turistični delavec
- Petra Škofic, vladna PR-ovka...
- Petra Škofic Damjan, plesna učiteljica (ples na vozičkih)